# Jubiläumskreuz 1908

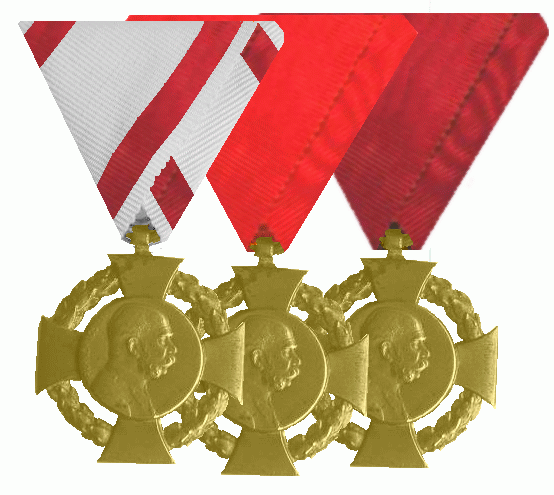
V. l. n. r.: das Militär-Jubiläumskreuz, das Jubiläums-Hofkreuz und das Jubiläumskreuz für Zivilstaatsbedienstete.

Das Jubiläumskreuz 1908 wurde am 14. August 1908 durch Kaiser Franz Joseph I. anlässlich seines 60. Regierungsjubiläums am 2. Dezember 1908 gestiftet. Es gelangte in drei Varianten zur Ausgabe:
- als Militär-Jubiläumskreuz für Angehörige der bewaffneten Macht
- als Jubiläums-Hofkreuz für Angehörige des k.u.k. Hofstaates
- als Jubiläumskreuz für Zivilstaatsbedienstete für zivile Beamte

Die Form des Ordenszeichens und die Dimensionen des Ordensbandes waren bei allen drei Varianten identisch, doch wurden die drei Versionen an verschiedenen Ordensbändern getragen (siehe unten), außerdem galten für jede Version eigene Verleihungskriterien.

## Aussehen und Trageweise

### Ordenszeichen

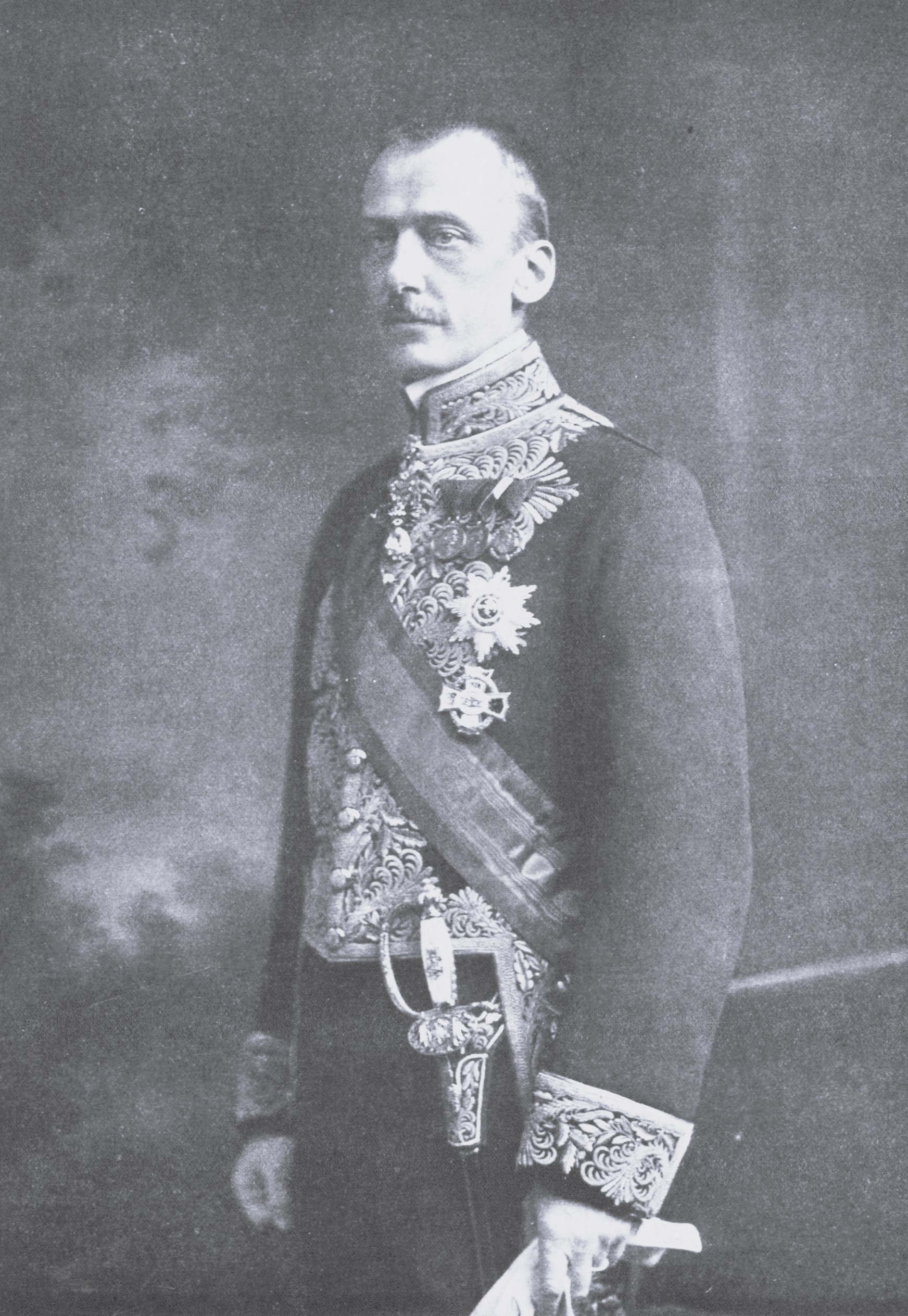
Ottokar Czernin mit der Bronzenen Jubiläums-Erinnerungsmedaille für die bewaffnete Macht, der Jubiläums-Erinnerungsmedaille für Zivilstaatsbedienstete und dem Jubiläumskreuz für Zivilstaatsbedienstete jeweils am Dreiecksband auf der linken Brust (1918)

Die vom Kammermedailleur Rudolf Marschall geschaffene Dekoration ist ein Tatzenkreuz von 37 mm Durchmesser, dessen Kreuzarme durch einen Lorbeerkranz verbunden sind. Die Kreuzmitte wird von einem runden Medaillon von 20 mm Durchmesser überdeckt, auf dem das nach links  gewendete Brustbild des Stifters abgebildet ist. Der Regent trägt die Uniform eines Feldmarschalls und den Orden vom Goldenen Vlies. Am linken Rand des Medaillons ist die Inschrift 'FRANC IOS I' zu erkennen. Die Rückseite des Kreuzes ist glatt und trägt auf dem runden Mittelschild die zweizeilig angeordneten Jahreszahlen 1848 1908.

### Ordensband
Die Dekoration wurde an einem 40 mm breiten Dreiecksband getragen: das Jubiläums-Hofkreuz am Band des Leopold-Ordens, das Militär-Jubiläumskreuz an einem weißen Band mit roten Seitenstreifen, das Jubiläumskreuz für Zivilstaatsbedienstete an einem ponceauroten Band.

### Trageweise
Die Dekoration war an der linken Brustseite zu tragen.

### Hersteller
Die Firma Johann Maurer in Wien war gemäß den ihr zustehenden Urheberrechten alleine dazu befugt, Jubiläumskreuze (sowie zugehörige Miniaturen) "für den Kommerz herzustellen oder in Verkehr zu bringen". 1908 fertigte und verkaufte der k.k. Kammerjuwelier C. F. Rothe & Neffe einige Miniaturen, erklärte jedoch im Dezember des Jahres öffentlich, dass ihm die urheberrechtliche Situation nicht bekannt gewesen war und er diesen daher "rechtsirrtümlich" vorgefallenen Vorgang aufrichtig bedauere.

## Verleihungskriterien
Anders als bei der Jubiläums-Erinnerungsmedaille 1898 sollte es beim Jubiläumskreuz keine Verleihung von mehreren Exemplaren verschiedener Stufen an einen Träger geben. Daher wurde eine Rangfolge der drei möglichen Varianten beschlossen, die höchste war das Militär-Jubiläumskreuz. Nur die höchstrangige Stufe, zu welcher man berechtigt war, wurde verliehen bzw. getragen.

### Militär-Jubiläumskreuz
Das Militär-Jubiläumskreuz wurde am 14. August 1908 gestiftet. Alle Militärangehörigen waren dafür qualifiziert, sofern sie am 2. Dezember 1908 dem aktiven Stand angehörten. Zudem war es für diejenigen inaktiven gedacht, die zwischen 1848 und 1908 schon einmal im aktiven Stand gestanden  hatten.
Am 31. Dezember 1914 (veröffentlicht Januar 1915) wurde beschlossen, dass alle zu dem Zeitpunkt aktiven Offiziere und Militärbeamten nun auch das Militär-Jubiläumskreuz verliehen bekamen, sofern sie am 2. Dezember 1908 bereits im nichtaktiven bzw. Reservestand gestanden hatten. Falls 1908 bereits eine andere Stufe verliehen worden war, ersetzte das neu verliehene Militär-Jubiläumskreuz diese.

### Jubiläumskreuz für Zivil-Staatsbedienstete
Das Jubiläumskreuz für Zivil-Staatsbedienstete wurde am 14. August 1908 gestiftet. Es war für alle Personen gedacht, die am 2. Dezember 1908 mindestens 21 Jahre alt waren und als Beamte im aktiven Staatsdienst standen. Andere Staatsbedienstete mussten zusätzlich noch am Stichtag mindestens drei Jahre im Staatsdienst stehen. Nichtaktive Beamte mussten für eine Verleihung zwischen 1898 und 1908 „grundsätzlich“ dem Zivilstaatsdienst angehört haben und zudem mindestens eine zehnjährige aktive Dienstzeit hinter sich haben, um sich für eine Verleihung zu qualifizieren.

### Jubiläums-Hofkreuz
Das Jubiläums-Hofkreuz wurde am 29. September 1908 gestiftet. Es war für Mitglieder des Hofstaates vorgesehen, die am 2. Dezember 1908 im aktiven Dienst standen, oder zwischen 1898 und 1908 aus dem aktiven Dienst ausgetreten waren. Ehemalige Mannschaften der Garden dagegen waren nur qualifiziert, wenn sie zwischen Dezember 1907 und Dezember 1908 ihren Dienst beendet hatten.